# MIWE
Die MIWE Michael Wenz GmbH mit Sitz im unterfränkischen Arnstein ist ein Hersteller im Bereich klimatisierender Prozessstufen des Backens, der Automatisierungstechnik sowie des Anlagenbaus. Zu den Innovationen der Firma gehören die Etablierung der Stikkenöfen (1967) in Mitteleuropa und die Entwicklung des „Sicht- und Duftbackens“ (1971), die zur Einführung der Backshops in Läden führte.
Das Unternehmen wurde 1919 von Michael Wenz gegründet und 1951 von seinem Sohn Edgar Michael Wenz übernommen. Der promovierte Jurist machte aus dem ursprünglich handwerklich orientierten Betrieb ein modernes mittelständisches Unternehmen mit zwei Produktionsstandorten in Arnstein und Meiningen.
Seit 2002 führt Sabine Michaela Wenz das Unternehmen mit mehr als 700 Mitarbeitern in der dritten Generation. Das Unternehmen hat sieben Tochterunternehmen in den USA, Kanada, Russland, Österreich, Frankreich, Italien, der Schweiz und Singapur sowie über 40 Vertretungen.

## Standorte
- Arnstein: Stammwerk und Unternehmenssitz, Entwicklungsstandort, Produktion von Etagenbacköfen, Stikkenöfen, Beschickungsanlagen, Automatisierung, Bäckerkälteanlagen, Energiekonzepte
- Meiningen: Produktion von Ladenbacköfen, Kältetechnik für Läden, Gärschränke und Beschickungsanlagen zu diesen Produkten

Tochterunternehmen (Vertrieb)
- Arnegg (Schweiz): Vertrieb und Service
- Wien (Österreich): Vertrieb und Service
- Hillsborough (New Jersey, USA): Vertrieb und Service
- Moskau (Russland): Vertrieb und Service
- Bozen (Italien): Vertrieb und Service
- Sarreguemines (Frankreich): Vertrieb und Service
- Toronto (Kanada): Vertrieb und Service
- Singapur (Singapur): Repräsentanz
- Dubai (Vereinigte Arabische Emirate): Repräsentanz

MIWE verfügt zudem über Handelsvertretungen in weiteren 40 Staaten.